# 宇江城城
宇江城城（うえぐすくじょう、うえぐすくぐすく）は、沖縄県島尻郡久米島町仲里宇江城にあるグスク（御城）である。
城跡は2009年（平成21年）7月23日に国の史跡に指定されている。